# 阿米什校园枪击案
阿米什校園槍擊案發生於2006年10月2日，一個名叫查理·卡爾·羅伯茨（Charles Carl Roberts）的男子持槍闖入賓西法尼亞州一所阿米什人社區學校，劫持了10名6到13歲的少女，在與員警對峙的過程中開槍，並最終造成5人死亡，該名男子亦同時開槍自殺身亡。
13歲的瑪麗安·菲舍爾（Marian Fisher）要求劫持者先向她開槍，以換取其他被劫持的同學獲釋。瑪麗安的家庭邀請劫持者的遺屬（妻子及三個子女）參加葬禮，以醫治兩個家庭遭受的創傷。阿米什人寬恕了這次槍擊事件，他們認為劫持者的遺孀也要繼續生活下去。